# آرمی پرت
آرمی پرت (استونیایی: Armi Pärt؛ زادهٔ ۱۸ ژوئن ۱۹۹۱) بازیکن هندبال اهل استونی است.